# Sami Al-Najei
Sami Al-Najei (ur. 7 lutego 1997 w Dżizan) – saudyjski piłkarz grający na pozycji pomocnika w Al-Nassr oraz reprezentacji Arabii Saudyjskiej.

## Kariera klubowa
W 2015 dołączył do seniorskiego zespołu Al-Nassr. W 2019 został wypożyczony do Al Qadsiah FC oraz Damac FC, w którym grał do 2020.